# Szwedzki Rów
Szwedzki Rów (niem. Josefsweld, Szwedzki Dół, 732 m n.p.m.) – dolina w południowo-zachodniej Polsce w Górach Bialskich, w Sudetach.
Dolina potoku, dopływu cieku Morawka między kulminacjami wzniesienia Stroma. Nazwa rowu pochodzi od dawnej nazwy Drogi Staromorawskiej.